# يوغرطة حمرون
يوغرطة حمرون هو لاعب كرة قدم جزائري من مواليد 27 يناير 1989 بتيزي وزو (الجزائر)، وهو من اللاعبين المستدعين في منتخب الجزائر الأولمبي.
لعب في قطر في نادي السد ونادي الخريطيات ونادي قطر ونادي المرخية ونادي الخور .

## الإنجازات
- لعب أول مباراة له في ليغ2 يوم 28/08/2008 مع نادي غينغان .
- بطل كأس فرنسا 2009 مع نادي غينغان.

## روابط خارجية
- يوغرطة حمرون على موقع الاتحاد الأوربي (الإنجليزية)
- يوغرطة حمرون على موقع اتحاد تركيا (لاعب) (الإنجليزية)
- يوغرطة حمرون على موقع قاعدة بيانات كرة القدم.إي يو (الإنجليزية)
- يوغرطة حمرون على موقع ليكيب (الفرنسية)
- يوغرطة حمرون على موقع Soccerbase.com (لاعب) (الإنجليزية)
- يوغرطة حمرون على موقع Soccerway.com (الإنجليزية)
- يوغرطة حمرون على موقع عالم كرة القدم.نت (الإنجليزية)
- يوغرطة حمرون على موقع كووورة
- يوغرطة حمرون على موقع AS.com (الإسبانية)